# Craterocyphus bituberculatus
Craterocyphus bituberculatus är en skalbaggsart som beskrevs av S. Endrödi 1960. Craterocyphus bituberculatus ingår i släktet Craterocyphus och familjen Aphodiidae. Inga underarter finns listade i Catalogue of Life.